# الیوهیل (تنسی)
الیوهیل (به انگلیسی: Olivehill) یک منطقهٔ مسکونی در ایالات متحده آمریکا است که در شهرستان هاردین، تنسی واقع شده‌است. الیوهیل ۱۶۴٫۹ متر بالاتر از سطح دریا واقع شده‌است.